# Wallstraße 9a (Quedlinburg)

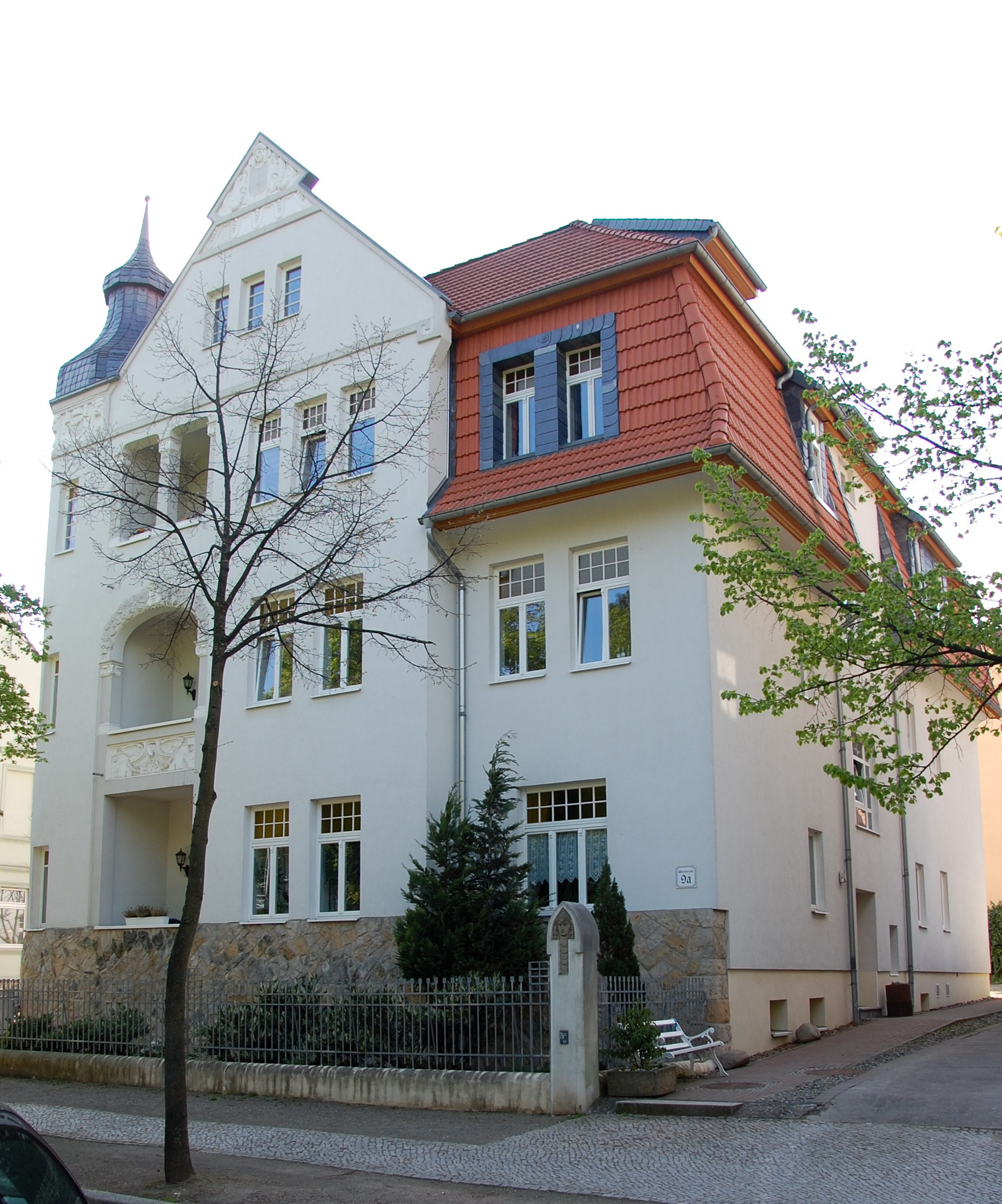
Wallstraße 9a

Das Haus Wallstraße 9a ist ein denkmalgeschütztes Gebäude in Quedlinburg in Sachsen-Anhalt. 

## Lage
Es ist im Quedlinburger Denkmalverzeichnis als Wohnhaus eingetragen und befindet sich westlich der historischen Quedlinburger Altstadt auf der Westseite der Wallstraße in einer Ecklage an der südlich des Hauses einmündenden Reinsteinstraße.

## Architektur und Geschichte
Das Gebäude wurde in den Jahren 1910/11 vom Architekten Hermann Wellmann errichtet, der zugleich auch Bauherr war. Der im Jugendstil errichtete Bau verfügt an seiner Südostecke über einen eingezogenen polygonalen Turm, der von einer Dachhaube bedeckt ist. Das übrige Hausdach ist vielgestaltig gegliedert. Am Haus befindet sich ein üppig verzierter Fenstererker.